# Gash supérieur
Le Gash supérieur (appelé aussi laelay Gash) est un district de la région du Gash-Barka de l'Érythrée.